# Vivere e morire a Los Angeles
Vivere e morire a Los Angeles (To Live and Die in L.A.) è un film del 1985 diretto da William Friedkin, tratto dall'omonimo romanzo scritto da Gerald Petievich, ex agente dello United States Secret Service, il corpo di polizia federale che, fino al 2003, si occupava del contrasto alla contraffazione delle banconote.
Il film è considerato dalla critica come uno dei migliori film del regista statunitense e come uno dei polizieschi che hanno riscritto le regole del genere.

## Trama
L'agente federale Chance è sulle tracce del pittore e falsario Eric Masters, che ha assassinato un suo anziano collega, prossimo alla pensione. Chance è pronto a tutto pur di catturare questo feroce criminale, anche ad infrangere regole etiche proprie del lavoro di federale, mentre il suo nuovo compagno Vukovich è restio a infrangere la legge. Tuttavia, per procurarsi i soldi necessari per intrappolare Masters, i due poliziotti rapinano un certo Thomas Ling, un uomo d'affari che trasporta una somma consistente in contanti. Ling rimane ucciso nella sparatoria susseguente alla rapina, mentre i due agenti sfuggono avventurosamente agli inseguitori. In seguito vengono informati del fatto che Ling fosse un agente dell'FBI, impegnato in un'azione sotto copertura. Convinti di avere le ore contate, i due si recano all'incontro-trappola con Masters dove nasce un alterco, nel corso del quale Chance viene ucciso. Dopo un altro inseguimento, Vukovich uccide Masters.

## Produzione
Il regista trovò il romanzo di Petievich, che gli fu consegnato come manoscritto, molto realistico, restando affascinato soprattutto dalla "surrealistica natura" del lavoro di agente dell'United States Secret Service al di fuori di Washington DC. Decise perciò di riadattare il romanzo, scrivendo la riduzione di proprio pugno con la collaborazione di Petievich. Benché la maggior parte dei personaggi e dei dialoghi siano tratti dal libro, ci sono state alcune aggiunte: la scena terroristica dell'inizio, l'inseguimento automobilistico, la resa dei conti tra Chance e Masters. L'accordo iniziale di produzione era di cento milioni di dollari da parte della 20th Century Fox, ma quando fu comprata da Rupert Murdoch uno dei produttori si fece indietro e la produzione passò alla MGM.
Il budget con cui Friedkin poteva lavorare era di soli 6 milioni di dollari, mentre il cast e la troupe godevano di salari relativamente scarsi. Friedkin decise perciò di non assumere star per questo film. Incontrò William Petersen a New York e, dopo sola mezza paginata di lettura, gli assegnò la parte, considerandolo perfetto per il ruolo. Allo stesso modo, assunse larga parte della troupe prediligendo professionisti veloci e alla mano, tra cui Robby Müller come direttore della fotografia (che non era iscritto al sindacato). Friedkin girava perlopiù sul posto, molto velocemente e tenendo spesso il primo ciak, per conferire un maggior senso di immediatezza. Finse talvolta di fare una prova con gli attori, mentre stava effettivamente girando il film. Furono stampati oltre un milione di dollari in banconote false, ma con tre errori per evitare che potessero essere usate realmente. Nelle scene della stampa delle banconote contraffatte dove non si vede Masters, furono impiegati veri falsari.
Il ruolo di Petersen venne originariamente offerto a Gary Sinise, che però rifiutò. Fu il primo ruolo per Gary Cole (non accreditato, interpreta l'uomo inseguito da Chance). Anche Kristy Swanson partecipò alle riprese, interpretando la figlia di uno dei protagonisti (presumibilmente di Stockwell), ma la sua scena venne poi eliminata nel montaggio finale.

## Colonna sonora
La colonna sonora è stata scritta, composta e interpretata dal gruppo inglese dei Wang Chung, il disco To Live and Die in L.A. soundtrack è stato il loro terzo album e il secondo con la Geffen Record. La canzone To Live and Die in L.A. si è piazzata al 41º posto della classifica americana Billboard Hot 100 del 1985.

## Accoglienza

### Critica
«Un poliziesco  metropolitano tra i più violenti e pessimisti... per questo non ha mai sfondato col grande pubblico... un bombardamento di immagini senza precedenti... Il braccio violento della legge, in confronto, è un film per bambini... fondamentale l'apporto della fotografia iperrealista di Robby Müller e della musica martellante dei Wang Chung.» ***½